# Mirafra gilletti
La alondra de Gillett (Mirafra gilletti) es una especie de ave paseriforme de la familia Alaudidae. Está ampliamente extendida, encontrándose en Etiopía, Kenia y Somalia.

## Subespecies
Se han descrito las siguientes subespecies:
- Mirafra gilletti gilletti;
- Mirafra gilletti degodiensis;
- Mirafra gilletti arorihensis.